# Перевернута географічна карта

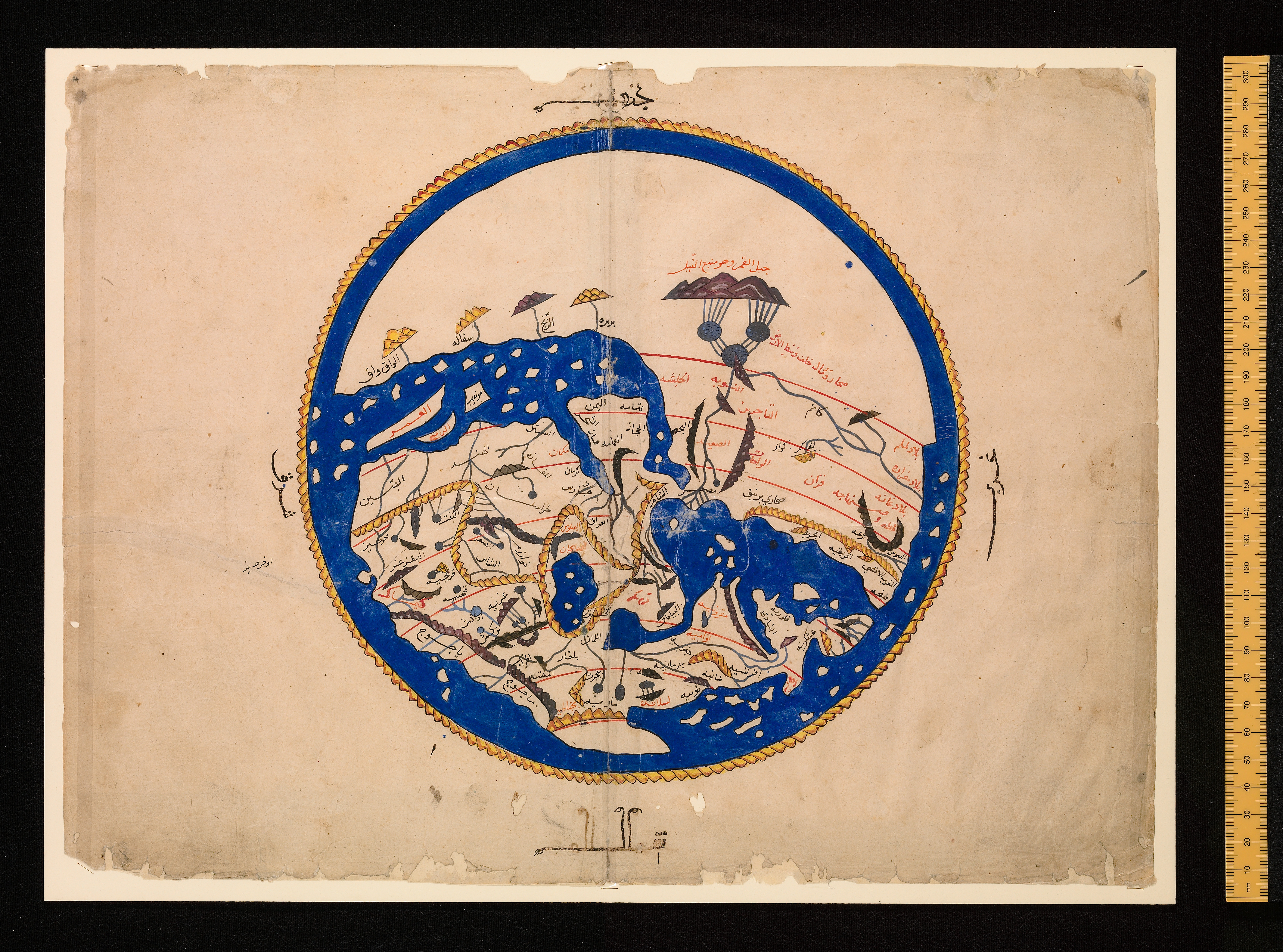
Карта Аль-Ідрісі (1154). Вгорі розташований південь.

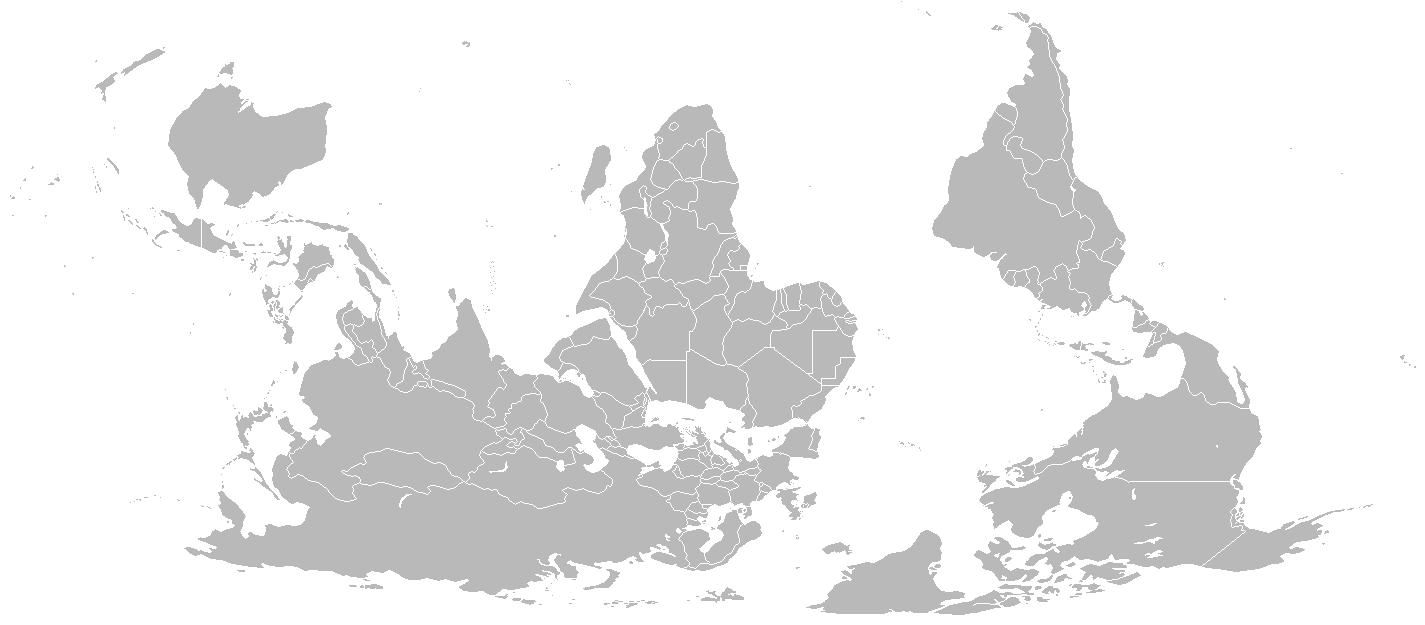
Карта з півднем угорі, центрована по Гринвіцькому меридіану

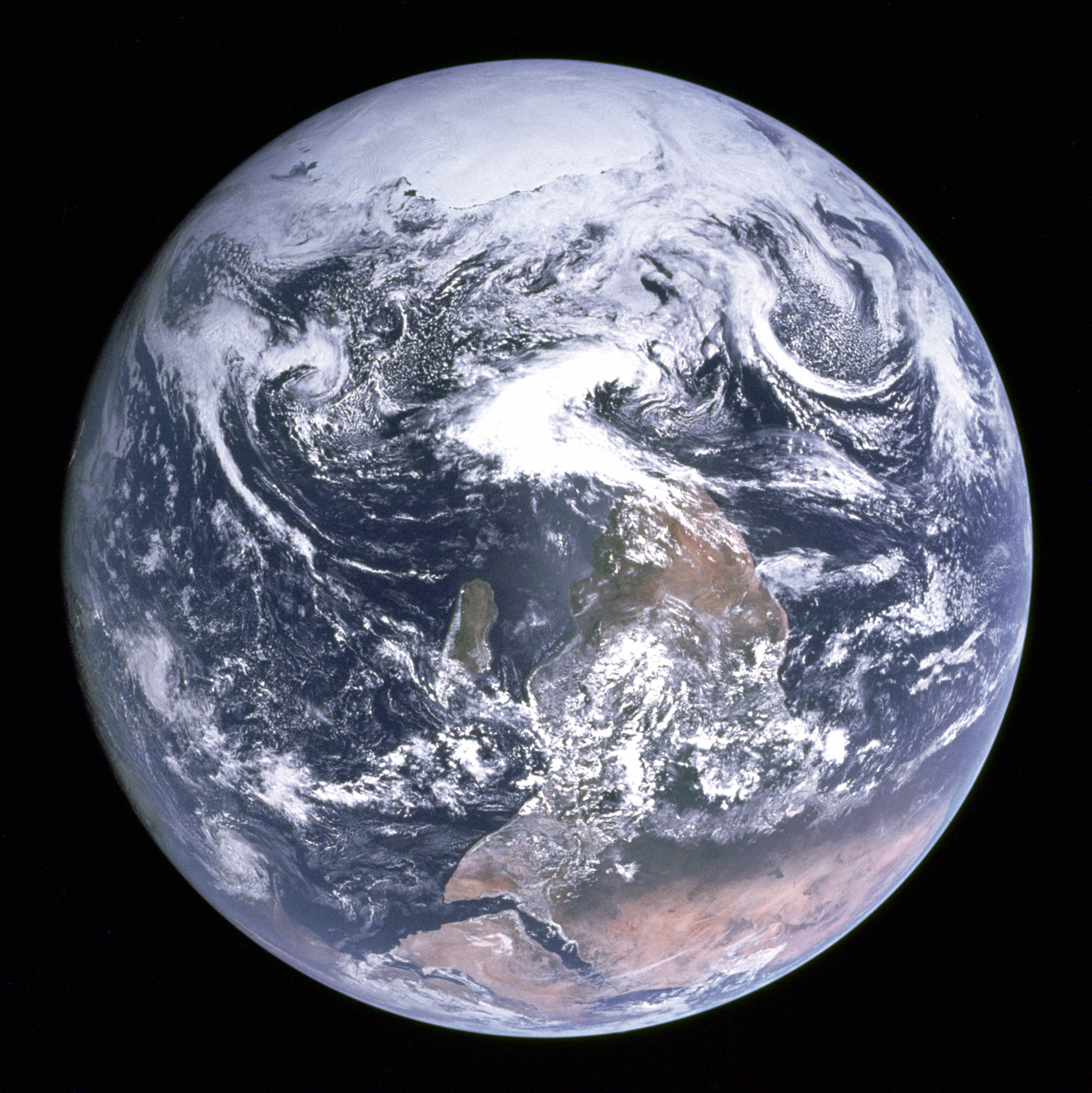
Блакитна іграшкова куля сфотографована в її оригінальній орієнтації

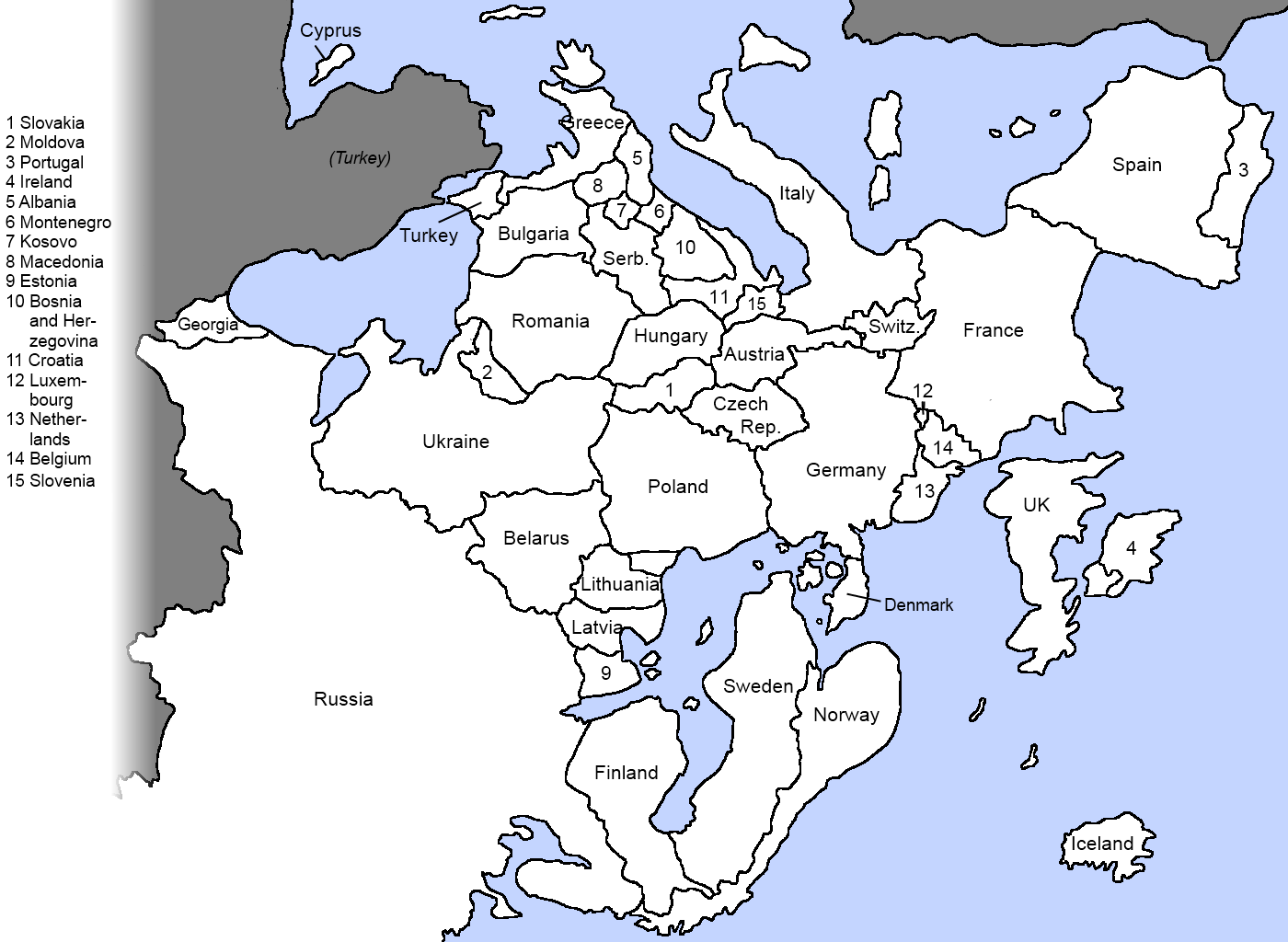
Політична карта Європи з півднем вгорі

Перевернута географічна карта або Карта з півднем вгорі, а з північчю внизу (англ. South-up map orientation) — карта світу, яка показує Австралію і Нову Зеландію у верхній частині карти, а не внизу, як це зазвичай прийнято в сучасній картографії. Індонезія поміщена в центр, тоді як Європа і Америка поміщені по сторонах карти, хоча існують перевернуті карти, у яких центр знаходиться на Грінвічському меридіані.
Перевернуті карти також використовуються як інструменти для навчання критичному мисленню.

## Історична орієнтація географічних карт
Положення північ зверху більшості сучасних карт довільне: дійсно, є багато карт з ненормативною з сучасної точки зору орієнтацією, зокрема, багато середньовічних карт, полярні карти, карти в проєкції Дімаксіон і інші. Мало того, слово «орієнтація» походить від лат. oriēns — «висхідний», «схід», оскільки багато старовинних карт орієнтувалися на схід, на сонячний схід. Такими, наприклад, є карти типу Т-О.
Угода, прийнята на більшості сучасних карт, про те, що північ знаходиться вгорі, а схід, відповідно, справа, було встановлено астрономом Птолемеєм і було широко прийнято іншими картографами європейської традиції.

## Чому на карті північ згори?
При складанні карти необхідно мати деякий фіксований напрям. Такий напрям обов'язково має бути асоційований з деяким нерухомим об'єктом. Проте на Землі все рухається і переміщається, тому цей об'єкт потрібно шукати серед зірок на небі. Єдиною майже нерухомою зіркою, спостережуваною в північній півкулі є Полярна зірка, оскільки вона у наш час вказує на Північний полюс.
При малюванні карти, людина для зручності розташовує її нижче своєї голови, і коли вона стає так, щоб бачити Полярну зірку прямо перед собою, верх карти автоматично вказує на північ.
Тому багато картографів північної півкулі орієнтували карти так, що згори виходила північ.
По аналогії з традицією, що виникла у північній півкулі, в державах південної півкулі карти іноді орієнтують півднем догори.
Є версія, що греки і римляни так малювали карти тому, що для них на півночі знаходилися гори, а на півдні — пологі береги і море.
Проте, і в сучасну епоху навіть в країнах північної півкулі іноді зустрічаються карти, орієнтовані півднем догори.
Наприклад, має таку орієнтацію карта Швейцарії 1939 р. видання, яка викладена в мережу в колекції історичних карт Девіда Рамзі.

## Галерея

Перевернуті давні карти
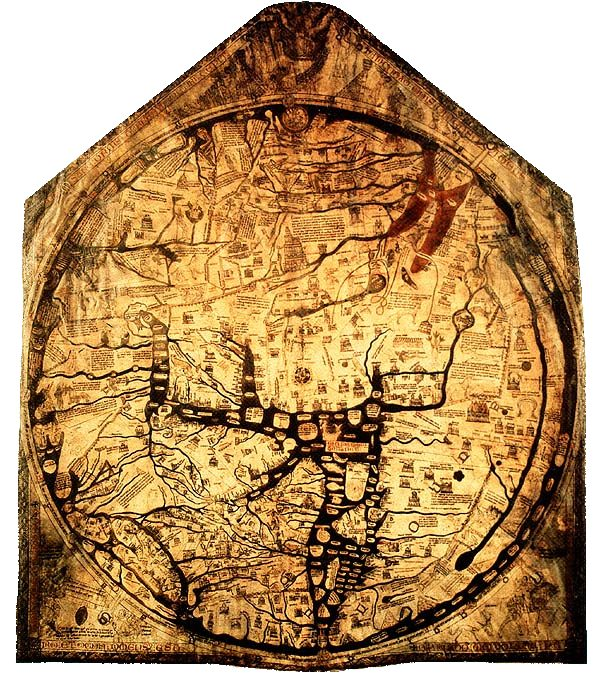
Херефордська карта у вигляді кола (1276). Вгорі розташований схід. У центрі карти Єрусалим
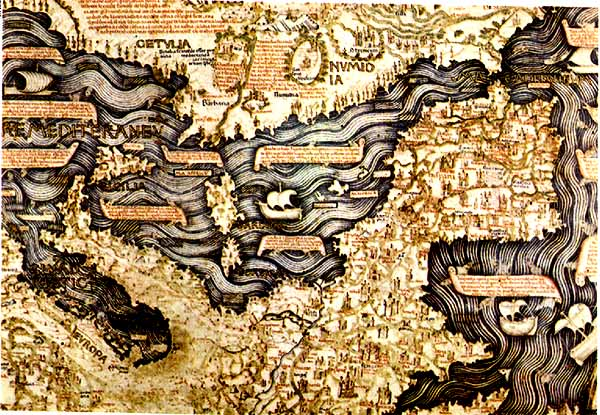
Фрагмент середньовічної карти фра Мауро  (1459). Вгорі розташований південь
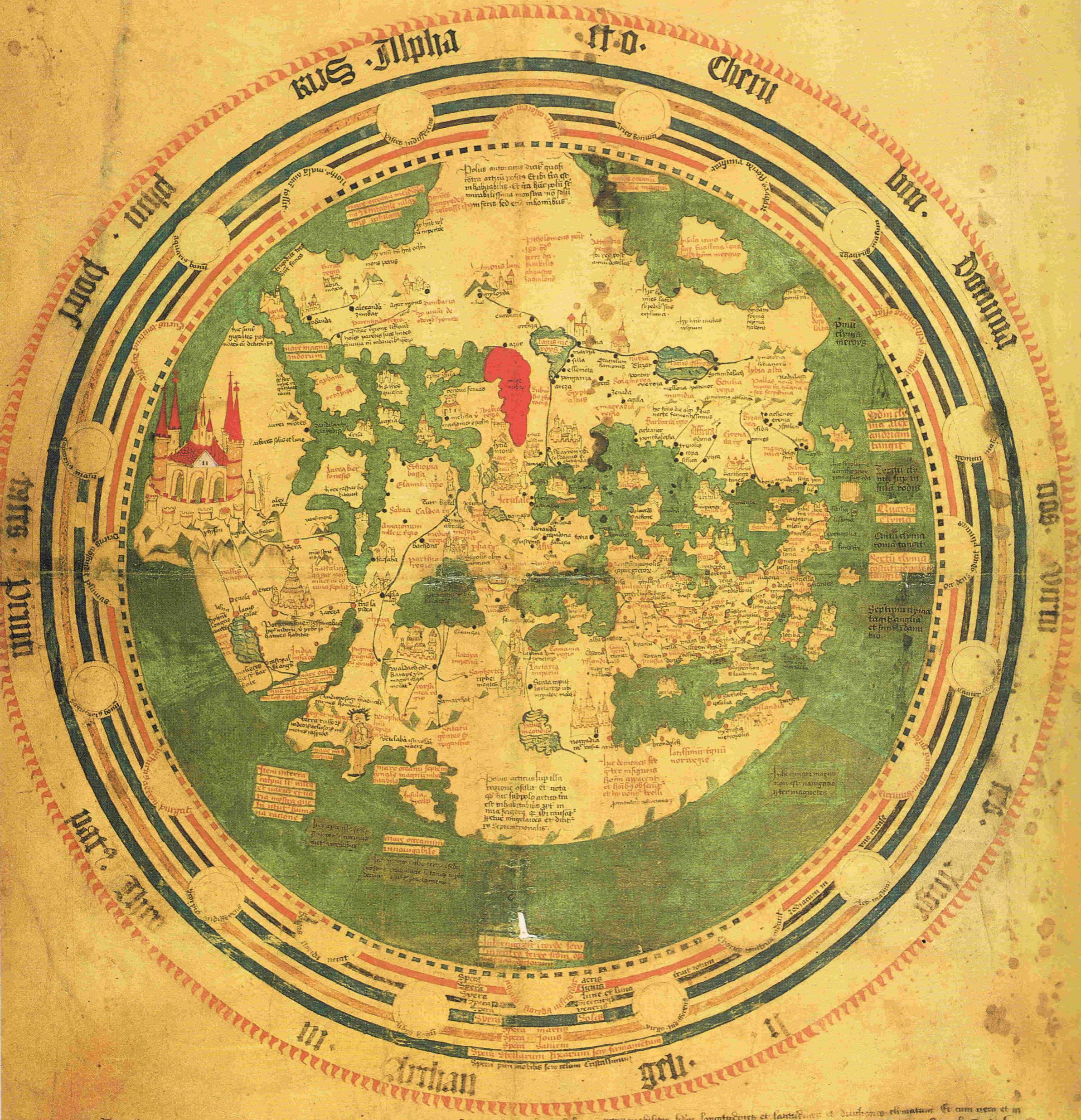
«Планісфера» Андреаса Вальспергера (1448). Вгорі розташований південь

## Ресурси Інтернету
- Вікісховище має мультимедійні дані за темою: Перевернута географічна карта
- The Upsidedown Map Page A collection of world maps with south-up orientation.
- Jesse Levine's A New World Of Understanding Map.
- Alverto Rios' Upside-down Map of the World (Van der Grinten projection).
- Boston Public Library educational resources